# Istorism (stil)

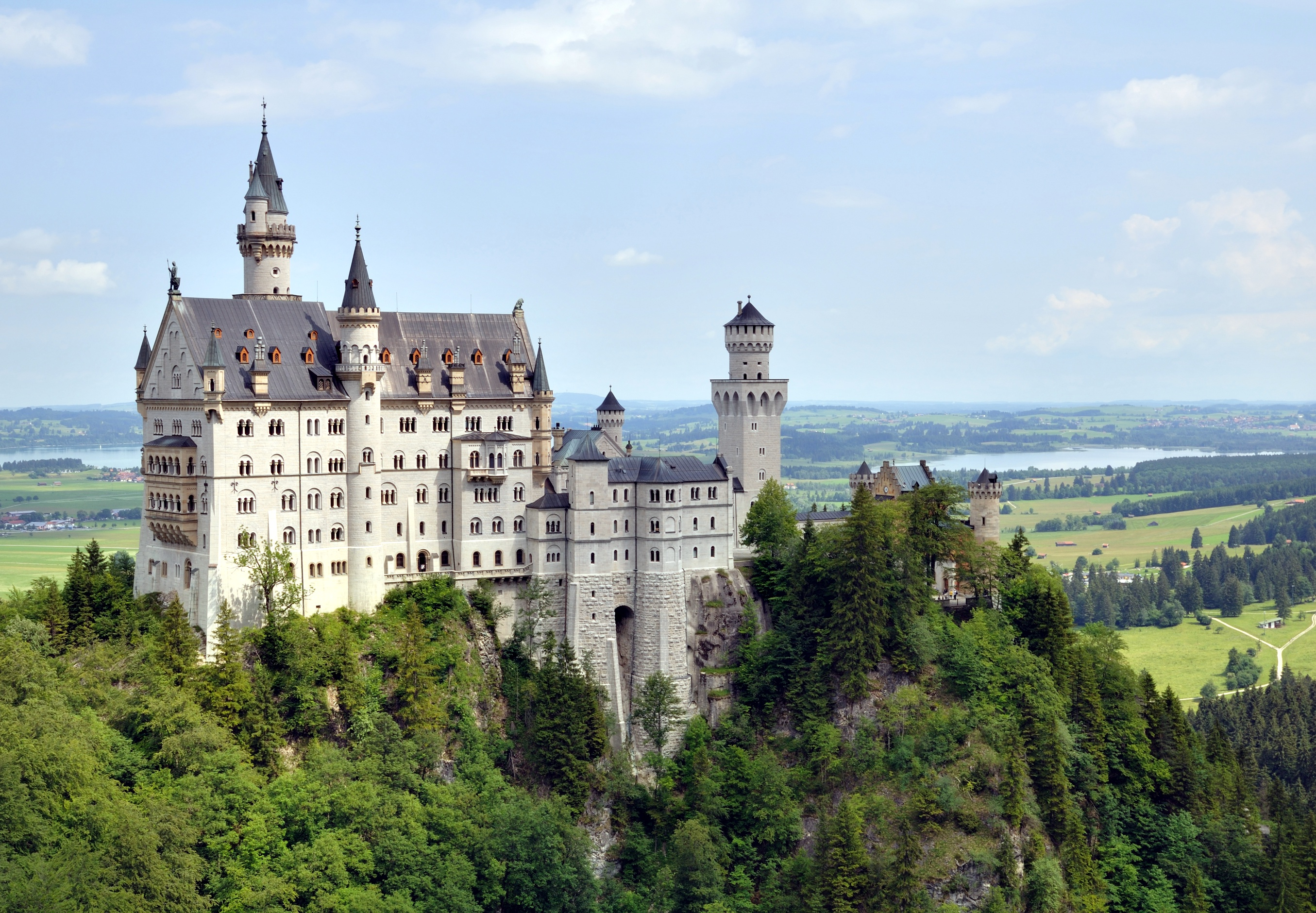
Castelul Neuschwanstein
(sfârșitul sec. al XIX-lea)

Istorismul (în germană Historismus) a fost un fenomen artistic și social din secolul al XIX-lea, care a preconizat în principal glorificarea evului mediu și preluarea în acest context a formelor artistice din trecut.
Principalele rezultate ale istorismului sunt:
- arhitectura neogotică
- arhitectura neoromanică

În România istorismul s-a concretizat în arhitectura neobrâncovenescă.